# Senecio subdiscoideus
Senecio subdiscoideus là một loài thực vật có hoa trong họ Cúc. Loài này được Sch.Bip. ex Wedd. miêu tả khoa học đầu tiên năm 1856.